# Bob Norster
Pas d'image ? Cliquez ici

a Compétitions nationales et continentales officielles uniquement.

b Matchs officiels uniquement.
Dernière mise à jour le 17 mars 2023.
 Robert (Bob) Leonard Norster est né le 23 juin 1957 à Ebbw Vale (Pays de Galles). C’est un ancien joueur de rugby à XV qui a joué avec l'équipe du Pays de Galles, évoluant au poste de deuxième ligne (1,65 m pour 111 kg).

## Carrière
Bob Norster a disputé son premier test match le 20 mars 1982, contre l'équipe d'Écosse, et son dernier test match fut contre l'équipe d'Angleterre, le 18 mars 1989.
Norster a disputé trois matchs de la Coupe du monde 1987.
Il a disputé trois test matchs avec les Lions britanniques, en 1983 et 1989.
Il a terminé sa carrière internationale avec le XV mondial qui a joué contre l'équipe d'Afrique du Sud, le 2 septembre 1989.
Bob Norster est connu pour son talent dans le secteur de la touche.

## Palmarès
- 3e de la Coupe du monde 1987.
- 34 sélections
- Sélections par année : 1 en 1982, 4 en 1983, 5 en 1984, 5 en 1985, 3 en 1986, 8 en 1987, 6 en 1988, 2 en 1989
- Tournois des Cinq Nations disputés : 1982, 1983, 1984, 1985, 1987, 1988, 1989